# Леонардо Спинацола
Леонардо Спинацола (на италиански: Leonardo Spinazzola) е италиански футболист, национал, играещ за отбора на Наполи.

## Кариера

### Ювентус
След като е изтеглен от младежката академия на Ювентус, Спинацола е даван под наем в редица италиански отбори, сред които Сиена, Перуджа и Аталанта.

### Италия
Дебютът си за Националния отбор на Италия прави на 28 март 2017 срещу отбора на Холандия.

## Успехи
Ювентус
- Серия А: 2018/19
- Суперкупа на Италия: 2018

Рома
- Лига на конференциите: 2021/22

Наполи
- Серия А: 2024/25

### Международни
Италия
- Европейско първенство по футбол: 2020

### Ордени
-  5-та степен / Рицарски: Орден за заслуги пред италианската република: 2021